# Apache Commons
Apache Commons es un conjunto de proyectos de Apache Software Foundation, que originalmente formaron parte de Jakarta Project. El propósito de estos proyectos consiste en proveer componentes de software Java reutilizables, en código abierto. Según su grado de madurez y actividad, los proyectos se agrupan en las categorías: proper, sandbox o dormant.

## Commons Proper
Los proyectos de Apache Commons Proper se dedican a la creación y mantención de componentes para Java. En Commons Proper, desarrolladores pertenecientes a diversas áreas de la comunidad Apache cooperan y comparten recursos, creando componentes destinadas a ser utilizadas y compartidas por otros proyectos y usuarios de Apache. Estos desarrolladores se comprometen a realizar un esfuerzo para sus componentes dependan en mínimo grado de otras bibliotecas de software, de manera que estas componentes puedan desplegarse con facilidad. Adicionalmente, las componentes de Commons mantendrán sus interfaces estables en el mayor grado posible, de modo que los usuarios de Apache, como así mismo otros proyectos Apache, puedan implementarlas sin tener que preocuparse de los riesgos asociados a posibles cambios futuros.
En 2012 hay más de 40 proyectos que integran Commons Proper, los que por su contenido pueden agruparse a su vez en las siguientes categorías.
| Categoría temática   | Ejemplos                                                  |
| -------------------- | --------------------------------------------------------- |
| Internet             | FileUpload y Net                                          |
| XML                  | Betwixt, Digester, Jelly y JXPath                         |
| Utilitarios          | BeanUtils, Configuration, Logging, DBCP, Pool y Validator |
| Otros Paquetes       | Codec y Modeler                                           |
| Lenguaje y Ejecución | CLI, Discovery, Lang y Collections                        |

Tabla modificada de (Goyal, 2003)

## Commons Sandbox
Commons Sandbox es un espacio que permite la colaboración y experimentación por parte de contribuidores de proyectos que no han sido incluidos (aún) en la categoría de Commons Proper. Los integrantes de los proyectos pertenecientes a Sandbox propugnan su promoción a Commons Proper. Hay grupos de desarrolladores que trabajan en el perfeccionamiento de los proyectos de Sandbox para que lleguen a cumplir todos los requisitos para ser promovidos.
La lista actual de proyectos en Commons Sandbox se encuentra disponible en el sitio web de Apache Commons. En 2012 hay unos 16 proyectos en esta categoría.

## Commons Dormant
Commons Dormant es una colección de proyectos que han sido declarados inactivos debido a su bajo grado de actividad reciente en materia de desarrollo. Se trata de componentes que perfectamente pueden usarse, pero que cada cual deberá compilar para sus propios fines. Es mejor partir del supuesto de que estas componentes no se liberarán en un futuro cercano.
La lista actual de proyectos en Commons Dormant se encuentra disponible en el sitio web de Apache Commons. A mediados de 2012 hay unos 15 proyectos en esta categoría.